# Notre héros
Pour plus de détails, voir Fiche technique et Distribution.
Notre héros (Lazybones) est un film dramatique muet américain réalisé par Frank Borzage et sorti en 1925.

## Synopsis
Steve Tuttle, alias « Lazybones », prend la responsabilité d'élever une fille née de père inconnu, ce qui cause un scandale dans sa petite ville. Des années plus tard, à son retour de la première guerre mondiale, il découvre qu'il est amoureux de la jeune fille.

## Fiche technique
- Titre : Notre héros
- Titre original : Lazybones
- Réalisation : Frank Borzage
- Scénario : Frances Marion, d'après la pièce éponyme de Owen Davis
- Photographie : Glen MacWilliams, George Schneiderman
- Production : William Fox
- Société de production : Fox Film Corporation
- Société de distribution : Fox Film Corporation
- Pays de production :  États-Unis
- Langue : anglais
- Format : Noir et blanc - 35 mm - 1,37:1 -  Muet
- Genre : mélodrame
- Durée : 8 bobines

## Distribution
- Charles « Buck » Jones : Lazybones
- Madge Bellamy : Kit
- Virginia Marshall : Kit, enfant
- Edythe Chapman : Mme Tuttle
- Leslie Fenton : Dick Ritchie
- Jane Novak : Agnes Fanning
- Emily Fitzroy : Mme Fanning
- Zasu Pitts : Ruth Fanning
- William Norton Bailey : Elmer Ballister